# Colquepunco
Colquepunco o Jolljepunco (en ortografía quechua contemporánea Qullqi Punku, del quechua), también llamada Sasahuini (sasawi, nombre local para la Leucheria daucifolia; -ni, un sufijo aimara para indicar propiedad, "el que tiene la planta sasawi"), es una montaña en los Andes del Perú y el nombre de un lago cerca del pico. La montaña tiene 5 522 metros de altitud. Está situada en las extensiones del norte de la cordillera de Vilcanota en los distritos de Ccarhuayo y Ocongate, provincia de Quispicanchi, y en el distrito de Kosñipata, provincia de Paucartambo, en la región de Cuzco. Colquepunco se encuentra al noroeste de la laguna Singrenacocha, al sureste del Minasnioc. El lago llamado Jolljepunco está situado al sur de la montaña.
De acuerdo a las comunidades locales, el apu Colquepunco es de denominación masculino y es venerado por los habitantes de la comunidad de Cotabamba lugar donde Juan Núñez del Prado realizó una investigación etnográfica en el año 1970. Se considera que Colquepunco es un apu especialista en el tratamiento de las enfermedades, un apu médico. Juan Núñez del Prado Béjar escribió sobre tres apus principales en la región del nevado Apu Ausangate: Apu Huanacauri, Apu Qañaqway y Apu Colquepunku o Colquepunco, cuya función de este último es cuidar la salud de los pobladores «Su ocupación especializada es la de tutelar la salud de las gentes, vela por ella y es profundo, conocedor de la etiología de las enfermedades. A él se recurre en demanda de salud»
Tanto Colquepunco y Sinaqara dan nacimiento a pequeños glaciares auxiliares, situados a ambos lados del glaciar central, que también un rol en el ritual, las dos cumbres que los alimentan, están orientados hacia el suroeste, donde se encuentra el Ausangate, algunos miembros de la comunidad dicen que el Colquepunco y el Sinaqara son hijo e hija del Ausangate.

## Quyllurit'i
El festival anual Quyllurrit'i se lleva a cabo al pie de las montañas Colquepunco o Jolljepunco y Sinaqara. De todos los personajes que participan del ritual, declarado Patrimonio Cultural Inmaterial de la Humanidad por la UNESCO en 2011. Cuando los ukukus (nombre quechua cuzqueño para el oso de anteojos, personaje vinculado a la mitología andina) suben a los glaciares del Colquepunco a rezar, oran por la salud de su pueblo y pasan la noche allí. Regresan, llevando en sus espaldas enormes bloques de hielo para las personas de su comunidadcon la creencia de que están regresando con aguas medicinales del apu. Se cree que las aguas de la montaña sanan el cuerpo y la mente.Los pobladores de Moyomarca derriten el hielo traído por sus ukukus para poder preparar una bebida de un sabor dulce que contiene cebada que se sirve a todos los presentes. También retornan a su pueblo con una botella de agua que es usada para curar en las ceremonias que se realizan a lo largo del año.